# والتر نوكس
والتر نوكس هو منافس ألعاب قوى كندي، ولد في 1878 في ليستاول ‏ في جمهورية أيرلندا، وتوفي في 3 مارس 1951 في سانت بطرسبرغ في روسيا بسبب سكتة.